# Hao Ting
Hao Ting (chinesisch 郝婷, Pinyin Hǎo Tíng; * 23. März 2001 in Yancheng) ist eine chinesische Rhythmische Sportgymnastin.

## Karriere
Hao begann im Alter von sechs Jahren mit Ballett und wechselte mit acht Jahren zur rhythmischen Sportgymnastik. Sie wurde später Mitglied der chinesischen Nationalgruppe.
Bei den Olympischen Spielen in Tokio belegte sie mit der Gruppe im Mehrkampf den vierten Platz. Im Jahr 2023 gewann sie bei den Weltmeisterschaften Gold in der Übung mit fünf Reifen sowie Silber im Mehrkampf und in der Übung mit drei Bändern und zwei Bällen. Bei den Asienmeisterschaften desselben Jahres sicherte sie sich mit der Gruppe Gold im Mehrkampf, in den Übungen mit fünf Reifen und mit drei Bändern und zwei Bällen sowie Bronze in der Mannschaftswertung.
Bei den Olympischen Spielen in Paris wurde sie mit der Gruppe Olympiasiegerin im Mehrkampf.